# Dandeny Muñoz Mosquera
Artikeln följer den spanska namnseden; faderns efternamn är Muñoz och moderns efternamn Mosquera.

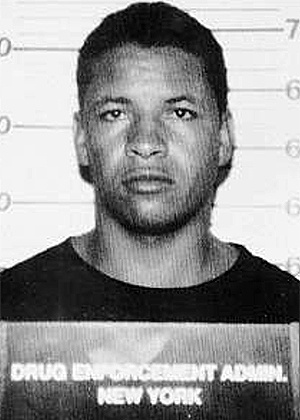
Dandeny Muñoz Mosquera, okänt datum.

Dandeny Muñoz Mosquera, kallas La Quica (colombianskt slang som betyder på svenska: Den feta flickan), född 27 augusti 1965 i Medellín i Antioquia, är en colombiansk yrkesmördare som utförde dåd åt främst Medellínkartellen och dess ledare Pablo Escobar.
Antalet mord han har utfört är ej fastställt, men myndigheter har lyckats koppla honom till fler än 220 mord varav minst 40 av offren varit poliser. Vid den tidpunkten hade Escobar utlyst skottpengar på 4 000 amerikanska dollar för varje mördad polis. Colombianska myndigheter misstänker också att Muñoz Mosquera var delaktig i 1989 års bombattentat mot huvudkontoret för Colombias underrättelsetjänst Departamento Administrativo de Seguridad (DAS), där 63 personer miste livet och fler än 1 000 skadades; en raketattack mot det amerikanska ambassaden i Bogotá samt varit instruktör i att utbilda nya torpeder åt Medellínkartellen.
1991 dömdes han till sex års fängelse i amerikansk domstol för att ha ljugit till federala poliser och innehaft falska legitimationshandlingar. 1995 dömdes han åter i amerikansk domstol till tio livstidsdomar för narkotikasmuggling, svindleri samt 1989 års bombning av passagerarflygplanet Avianca Flight 203 där en väskbomb briserade under flygning och där 110 personer omkom, 107 i flygplanet och tre som befann sig på marken och träffades av flygplansdelar. Två av passagerarna var amerikanska medborgare. Attentatet hade beordrats av Escobar och planerats av paramilitären Carlos Castaño Gil i syfte att döda presidentkandidaten César Gaviria, men Gaviria hade i sista stund avstått från att flyga. Muñoz Mosquera överfördes till USA:s federala isoleringsfängelse ADX Florence i Colorado men blev senare överförd till United States Penitentiary, Lee i Virginia.